# Daniel Lynch IV
Daniel Aloysius Lynch (Richmond, Virginia, 17 de noviembre de 1996), más conocido como Daniel Lynch IV, es un jugador profesional estadounidense de béisbol que se desempeña en la posición de lanzador en Kansas City Royals, equipo de las Grandes Ligas de Béisbol (MLB).

## Carrera
En 2021, Lynch IV hizo su debut en la MLB con el equipo Kansas City Royals, donde lleva jugando cuatro temporadas.